# Dicruridae
Los dicrúridos (Dicruridae) son una familia de aves paseriformes, denominadas comúnmente drongos, que habitan en África, el sur de Asia y Australasia. Contiene veintin7 especies en un único género, Dicrurus.
Los drongos tienen el plumaje principalmente negro o gris oscuro, patas cortas y cola larga. Sus largas colas son profundamente ahorquilladas y pueden tener vistosas decoraciones. Suelen estar en posición erguida cuando están posados. Se alimentan principalmente de insectos que atrapan al vuelo o en el suelo. Algunas especies de drongos imitan el canto de otras aves y una gran variedad de sus llamadas de alarma, a las que responden otras especies de animales. Hay pruebas de que algunos drongos son capaces de emitir llamadas de alarma falsas para que otros animales se asusten y suelten su comida, y entonces los drongos se la arrebatan, un comportamiento que ha fascinado a los investigadores.

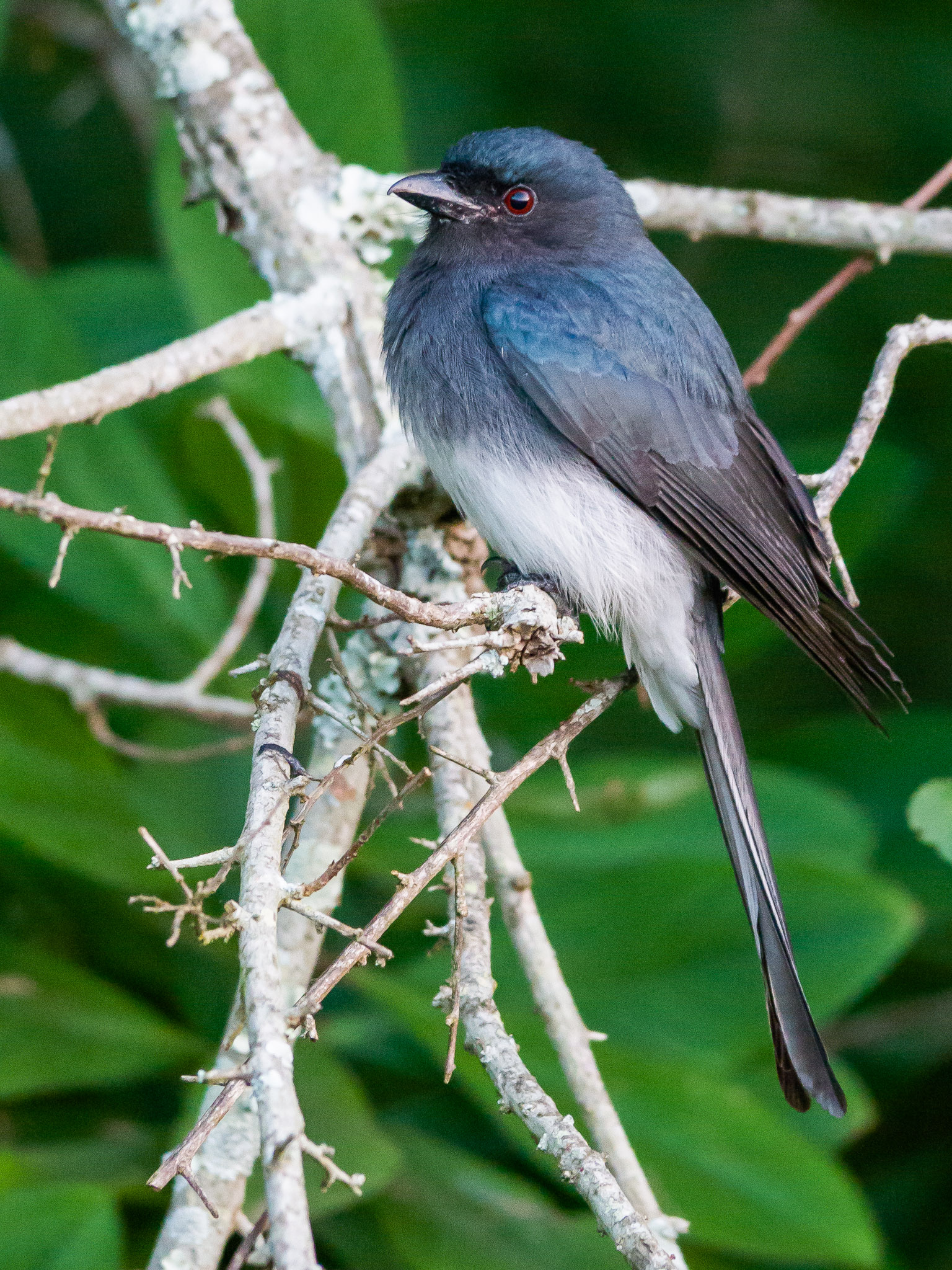
Dicrurus caerulescens.

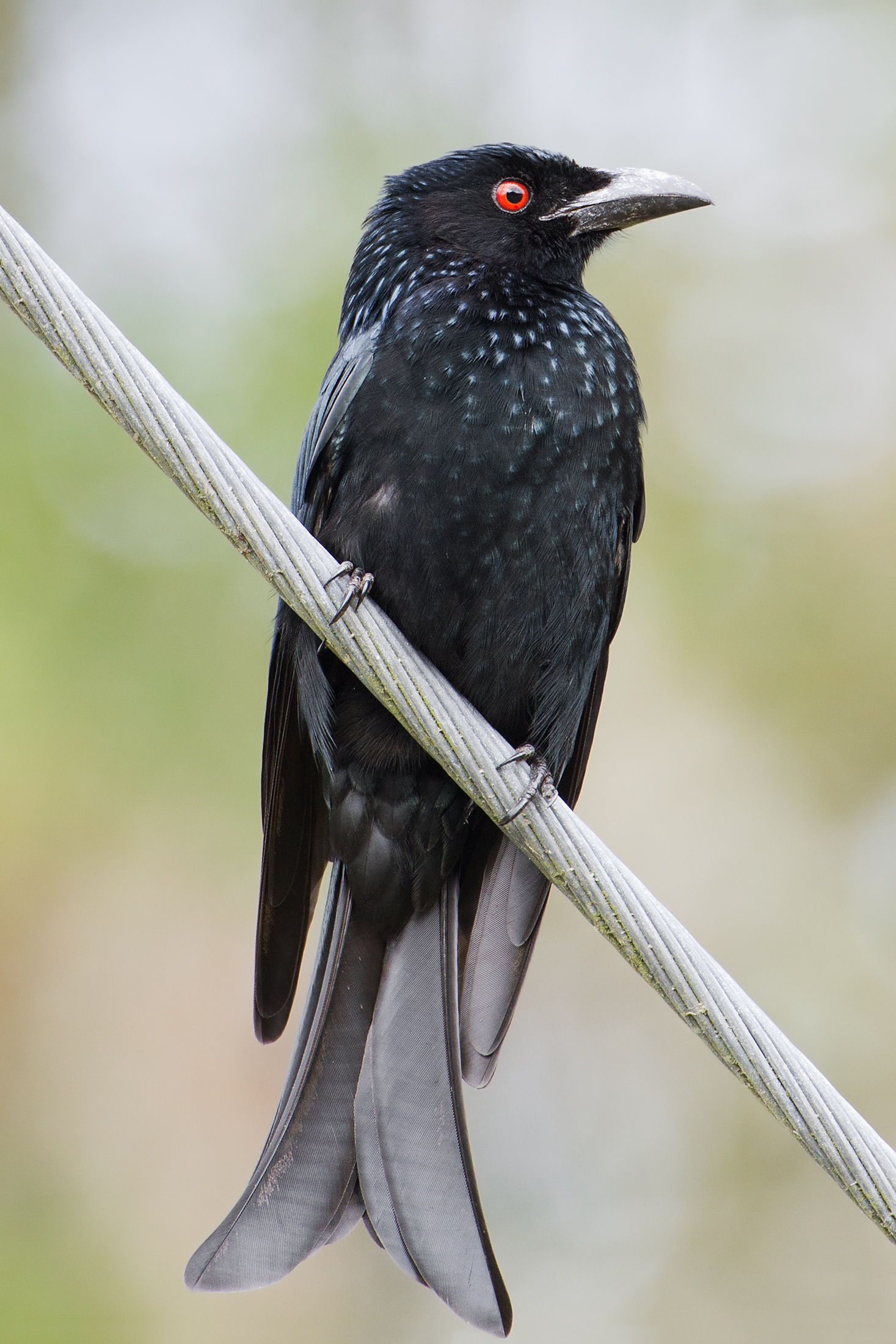
Dicrurus bracteatus.

## Taxonomía
El género Dicrurus fue descrito en 1816 por el ornitólogo francés Louis Pierre Vieillot para clasificar a los drongos. La especie tipo fue Dicrurus balicassius. El nombre del género es la combinación de las palabras griegas dikros «ahorquillado» y oura «cola». El nombre «drongo» que se aplica a todos los miembros de la familia procede de la lengua nativa de Madagascar, donde es el apelativo de las especies locales.
Esta familia en la actualidad contiene únicamente al género Dicrurus, pero en el pasado incluía dos géneros, Chaetorhynchus y Dicrurus. El género Chaetorhynchus que tiene una sola especie, el drongo papú de Nueva Guinea, ahora, a causa de las diferencias morfológicas y genéticas, se clasifica en la familia Rhipiduridae. Christidis y Boles (2007) incluía ambos géneros en la subfamilia Dicrurinae y expandía la familia con tres subfamilias Rhipidurinae (abanicos), Monarchinae (monarcas) y Grallininae (grallinas), ahora integradas en las familias Rhipiduridae y Monarchidae.
El género Dicrurus contiene 29 especies:
- Dicrurus ludwigii - drongo de Ludwig;
- Dicrurus occidentalis - drongo occidental;
- Dicrurus sharpei - drongo de Sharpe;
- Dicrurus atripennis - drongo selvático;
- Dicrurus adsimilis - drongo ahorquillado;
- Dicrurus divaricatus - drongo de espalda brillante;
- Dicrurus modestus - drongo modesto;
- Dicrurus atactus - drongo fanti;
- Dicrurus fuscipennis - drongo de la Gran Comora;
- Dicrurus aldabranus - drongo de Aldabra;
- Dicrurus forficatus - drongo malgache;
- Dicrurus waldenii - drongo de la Mayotte;
- Dicrurus macrocercus - drongo real;
- Dicrurus leucophaeus - drongo cenizo;
- Dicrurus caerulescens - drongo ventriblanco;
- Dicrurus annectens - drongo piquigordo;
- Dicrurus aeneus - drongo bronceado;
- Dicrurus remifer - drongo de raquetas chico;
- Dicrurus balicassius - drongo balicassio;
- Dicrurus hottentottus - drongo crestudo;
- Dicrurus menagei - drongo de Tablas;
- Dicrurus sumatranus - drongo de Sumatra;
- Dicrurus densus - drongo de Wallacea;
- Dicrurus montanus - drongo de Célebes;
- Dicrurus bracteatus - drongo escamoso;
- Dicrurus megarhynchus - drongo de Nueva Irlanda;
- Dicrurus andamanensis - drongo de las Andamán;
- Dicrurus paradiseus - drongo de raquetas grande;
- Dicrurus lophorinus - drongo cingalés.

Se cree que el origen más probable de la familia Dicruridae es la región indomalaya, y que colonizó África hace unos quince millones de años. Se estima que la dispersión a través de la línea de Wallace por Australasia fue más reciente, unos seis millones de años.

## Características

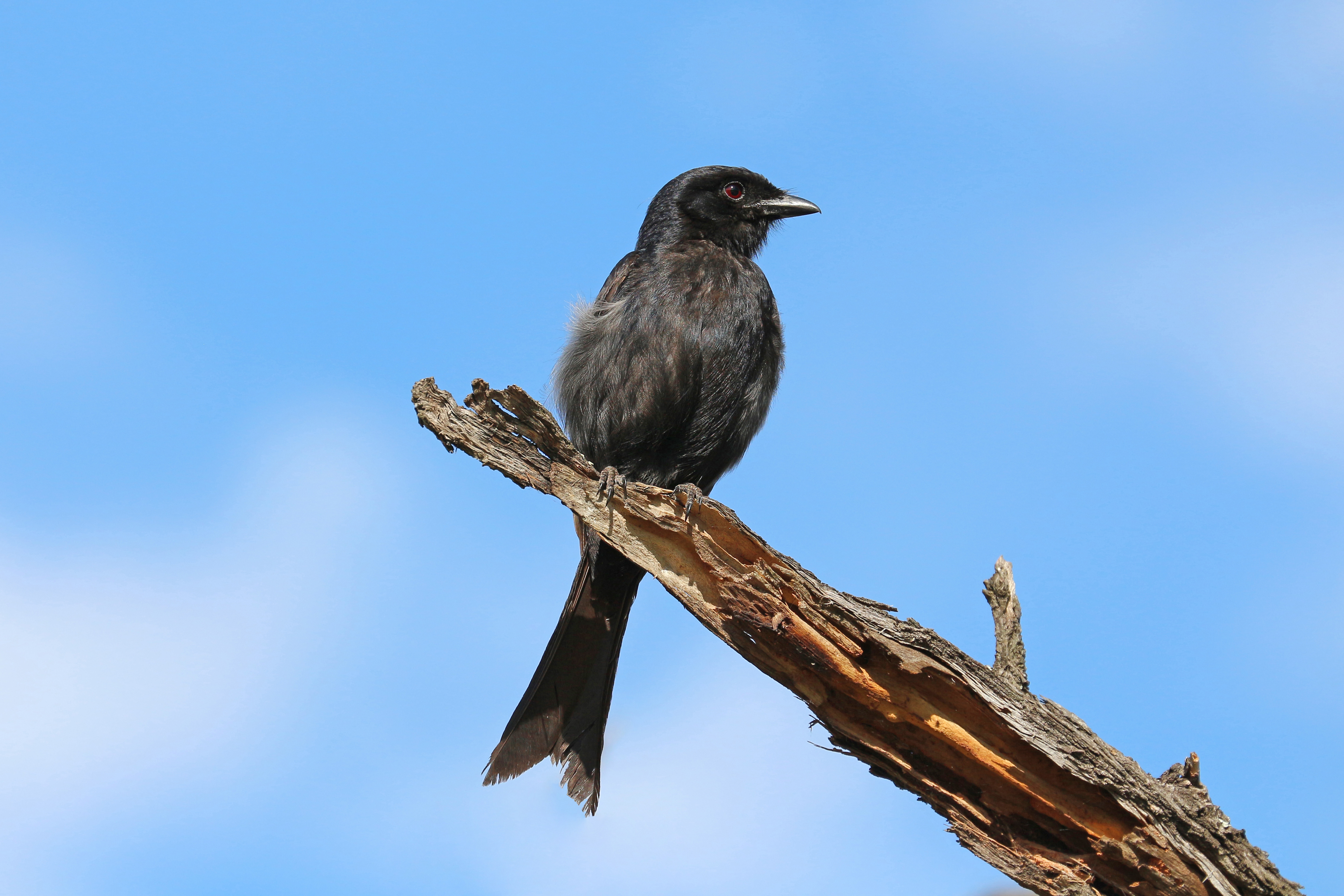
Dicrurus adsimilis.

Los drongos son pájaros insectívoros que suelen encontrarse en bosques abiertos o zonas de matorral. La mayoría son de color negro o gris oscuro, a veces con brillos metálicos. Llegan a medir unos 27 cm de largo junto con sus colas ahorquilladas con un peso aproximado de 26 g. Algunas especies de Asia tienen elaboradas decoraciones en la cola. Tienen patas cortas y se posan en posición muy erguida. Cazan insectos tanto al vuelo como en el suelo. Algunos drongos en especial el drongo de raquetas grande, tienen la capacidad de imitar el sonido de otras aves, e incluso mamíferos.
Varias especies de animales responden a las llamadas de alarma de los drongos, que suelen alertar de la presencia de depredadores. Se sabe que el drongo ahorquillado en el desierto del Kalahari emiten llamadas de alarma en ausencia de depredadores para causar la huida de los animales y que abandonen su comida, para arrebatársela, con lo que obtienen el 23% de su alimento de esta forma. No solo usan sus propias llamadas de alarma, también pueden imitar las de otras especies, tanto las de la víctima como otras a las que esta responda. Si la llamada de una especie no es efectiva, quizás a causa de la habituación, el drongo probará con otra; se sabe que pueden imitar 51 llamadas diferentes. Los investigadores han considerado la posibilidad de que los drongos posean teoría de la mente.
Suelen poner de dos a cuatro huevos en un nido en lo alto de los árboles. A pesar de su reducido tamaño, son agresivos y atacarán a especies mucho más grandes que se acerquen a su nido.